# Debutové album
Debutové album je hudební album daného interpreta nebo skupiny, vydané jako první v jeho kariéře. Obvykle se jedná o studiové album, v méně častých případech však může být i koncertním albem (například Kick Out the Jams od skupiny MC5).

## Příklady debutových alb
- Please Please Me (od skupiny The Beatles) (1963)
- The Velvet Underground & Nico (od skupiny The Velvet Underground) (1967)
- The Piper at the Gates of Dawn (od skupiny Pink Floyd) (1967)
- Queen (od skupiny Queen) (1973)
- High Voltage (od skupiny AC/DC) (1976)
- Kill 'Em All (od skupiny Metallica) (1983)
- Hybrid Theory (od skupiny Linkin Park) (2000)
- The Fame (od zpěvačky Lady Gaga) (2008)
- Up All Night (od skupiny One Direction) (2010)